# Etta Becker-Donner
Etta Becker-Donner, rozená Violetta Donner (5. prosince 1911 Vídeň – 25. zářří 1975 Vídeň), byla rakouská etnoložka.

## Život
Studovala na Vídeňské univerzitě etnologii a africkou lingvistiku. V roce 1934 spodnikla svou první cestu do Libérie, druhou cestu do Libérie podnikla v letech 1936 a 1937. Ve válečném roce 1941 se oženila s Američanem Hansem Beckerem, který byl v roce 1947 přeložen do Chile. Etta Becker-Donner také změnila své výzkumné zaměření, a to na Latinskou Ameriku. Po smrti jejího manžela v roce 1948 se však vrátila do Vídně.
V roce 1954 uskutečnila svou první výpravu do Brazílie, poté do Kostariky a Guatemaly. Zajímala se o jihoamerické umění. Její výzkumné cesty také vedly do Číny, USA a Sovětského svazu. Tyto cesty Většinou absolvovala bez evropských společníků, většinou cestovala pouze s místními průvodci nebo tlumočníky.
V roce 1955 převzala vedení Weltmuseum Wien. Toto muzeum řídila 20 let. V roce 1960 získala Cenu města Vídně za humanitní vědy. Její činnost se také rozšířila na rozvojovou politiku. Byla jednou ze zakladatelů Institutu Latinské Ameriky ve Vídni. Je pohřbena na hřbitově v Hietzingu.

## Dílo (výběr)
- Die Akrobaten des Schlangenbundes, 1936
- Togba, a Woman's Society in Liberia, 1938
- Indianische Malerei aus den Vereinigten Staaten. Zeitgenössische indianische Malerei, Kunsthandwerk, Gebrauchsgegenstände, Výstavní katalog, 1958
- Präkolumbische Malerei, 1962
- Meisterwerke koreanischer Kunst. Ausstellung, veranstaltet vom Bundesministerium für Unterricht, 18. Mai 1962 – 30. Juni 1962, Výstavní katalog, 1962
- Volkstümliche Holzschnitte aus NO-Brasilien, Výstavní katalog, 1962
- Die Sprache der Mano, 1965
- Peru. Ausstellung 1968, Schloßmuseum Matzen, (Text), 1968
- Brasiliens Indianer, 1969